# Kwiecień 2010

## 30 kwietnia2010
- Minister Obrony Narodowej nadał Oddziałowi Żandarmerii Wojskowej w Żaganiu nazwę wyróżniającą „Lubuski”
- Do wybrzeży Luizjany dotarła grożąca klęską ekologiczną plama ropy z wycieku po katastrofie należącej do koncernu BP platformy wiertniczej Deepwater Horizon, która eksplodowała 20 kwietnia w Zatoce Meksykańskiej. (BBC News)

## 28 kwietnia2010
- W wieku 96 lat zmarła Stefania Grodzieńska. (gazeta.pl)

## 27 kwietnia2010
- Piotr Pustelnik wszedł na szczyt Annapurny, zdobywając Koronę Himalajów. Górę zdobyła też Kinga Baranowska. (28 kwietnia 2010) gazeta.pl

## 25 kwietnia2010
- Obecny prezydent Austrii Heinz Fischer został wybrany na drugą kadencję. (wiadomosci24.pl)

## 24 kwietnia2010
- W wieku 82 lat zmarł Wojciech Siemion, polski aktor teatralny i filmowy. (interia.pl)

## 21 kwietnia2010
- D.M. Jayaratne, po wygraniu przez koalicję UPFA wyborów parlamentarnych, został mianowany przez prezydenta Mahindę Rajapaksę na stanowisko szefa rządu Sri Lanki. (colombotoday.com)
- W wieku 89 lat zmarł Juan Antonio Samaranch, były przewodniczący Międzynarodowego Komitetu Olimpijskiego. (Onet.pl)

## 19 kwietnia2010
- W wieku 43 lat zmarł amerykański raper Guru, jeden z pionierów połączenia muzyki jazzowej z hip-hopem. (mtv.co.uk)
- Małgorzata Górska, koordynatorka kampanii w obronie Doliny Rospudy, została uhonorowana Nagrodą Goldmanów, zwanym ekologicznym Noblem. (Dziennik.pl)

## 18 kwietnia2010
- W Krakowie odbyły się uroczystości pogrzebowe pary prezydenckiej Lecha i Marii Kaczyńskich. (rp.pl)
- W wypadku samochodowym pod Rogowem zginął ks. bp Mieczysław Cieślar. (luteranie.pl)
- Derviş Eroğlu zwyciężył w wyborach prezydenckich na Cyprze Północnym. (BBC News)

## 17 kwietnia2010
- W Warszawie na Placu Marszałka Józefa Piłsudskiego miała miejsce msza święta w intencji ofiar katastrofy 10 kwietnia. W uroczystościach uczestniczyło ponad 100 tysięcy osób. (e-polityka)

## 15 kwietnia2010
- Pył wulkaniczny, który wydostał się podczas erupcji Eyjafjallajökull na Islandii doprowadził do wstrzymania ruchu lotniczego w północnej i zachodniej Europie. (BBC News)
- Kurmanbek Bakijew oficjalnie zrezygnował ze stanowiska prezydenta Kirgistanu. (Reuters)

## 14 kwietnia2010
- Nastąpiła erupcja wulkanu Eyjafjallajökull w południowej Islandii. (Wikinews)
- Podczas trzęsienia ziemi w prowincji Qinghai w Chinach zginęło ponad 2200 osób, a ponad 12 tysięcy zostało rannych. (Xinhua News Agency)

## 12 kwietnia2010
- 9 osób zginęło, a około 30 zostało rannych w katastrofie pociągu w pobliżu Merano w północnych Włoszech. (BBC News)

## 11 kwietnia2010
- Na Węgrzech odbyła się I tura wyborów parlamentarnych. (BBC News)
- W Sudanie rozpoczęły się wybory powszechne. (BBC News)

## 10 kwietnia2010
- Bronisław Komorowski, wykonujący obowiązki prezydenta Rzeczypospolitej, ogłosił tygodniową żałobę narodową po katastrofie polskiego samolotu Tu-154M. (Rzeczpospolita)
- Pod Smoleńskiem rozbił się samolot rządowy przewożący delegację polską z prezydentem Lechem Kaczyńskim na pokładzie. Cała załoga i wszyscy pasażerowie zginęli. (TVN24.pl)
- Arsen Kasabijew zdobył złoty medal podczas Mistrzostw Europy w Podnoszeniu Ciężarów 2010. Polski sztangista uzyskał wynik 392 kg(176+216).
- W czasie protestów politycznych w Tajlandii zginęło 25 osób. (BBC News)

## 8 kwietnia2010
- Na Sri Lance rozpoczęły się wybory parlamentarne. (BBC News)

- Zmarł Malcolm McLaren, były menedżer punk-rockowego zespołu Sex Pistols. (Onet.pl Muzyka)

## 6 kwietnia2010
- W Kirgistanie doszło do wybuchu antyrządowych wystąpień, w wyniku których następnego dnia odsunięty od władzy został prezydent Kurmanbek Bakijew. (gazeta.pl)